# Ridsport vid olympiska sommarspelen 1912
Ridsport vid olympiska sommarspelen 1912 arrangerades i Stockholm. 62 ryttare och 70 hästar gjorde 88 starter i de tre grenarna, vissa ryttare och hästar deltog i flera grenar.

## Anläggningar
Terrängbanan utgick från Stockholms fältrittklubbs anläggning vid Storängsbotten och steeplechase-momentet reds på kapplöpningsbanan på Lindarängen. Hoppningen och Dressyren avgjordes på Stockholms stadion. Hästarna stallades upp i sommarstallarna som tillhörde Svea artilleriregemente.

## Medaljtabell
| Pl. | Nation    | Guld | Silver | Brons | Totalt |
| --- | --------- | ---- | ------ | ----- | ------ |
| 1   | Sverige   | 4    | 1      | 1     | 6      |
| 2   | Frankrike | 1    | 1      | 1     | 3      |
| 3   | Tyskland  | 0    | 3      | 1     | 4      |
| 4   | Belgien   | 0    | 0      | 1     | 1      |
| 4   | USA       | 0    | 0      | 1     | 1      |

## Medaljsammanfattning

### Dressyr
| Gren                         | Guld               | Guld               | Silver                        | Silver                        | Brons                           | Brons                           |
| ---------------------------- | ------------------ | ------------------ | ----------------------------- | ----------------------------- | ------------------------------- | ------------------------------- |
| Individuell dressyr detaljer | Carl Bonde Sverige | Carl Bonde Sverige | Gustaf A. Boltenstern Sverige | Gustaf A. Boltenstern Sverige | Hans von Blixen-Finecke Sverige | Hans von Blixen-Finecke Sverige |

### Fälttävlan
| Gren                               | Guld                                                                            | Guld                                                                            | Silver                                                                             | Silver                                                                             | Brons                                                               | Brons                                                               |
| ---------------------------------- | ------------------------------------------------------------------------------- | ------------------------------------------------------------------------------- | ---------------------------------------------------------------------------------- | ---------------------------------------------------------------------------------- | ------------------------------------------------------------------- | ------------------------------------------------------------------- |
| Individuell fälttävlan detaljer    | Axel Nordlander Sverige                                                         | Axel Nordlander Sverige                                                         | Harry von Rochow Tyskland                                                          | Harry von Rochow Tyskland                                                          | Jean Cariou Frankrike                                               | Jean Cariou Frankrike                                               |
| Lagtävlingen i fälttävlan detaljer | Sverige Axel Nordlander Nils Adlercreutz Ernst Casparsson Henric Horn af Åminne | Sverige Axel Nordlander Nils Adlercreutz Ernst Casparsson Henric Horn af Åminne | Tyskland Harry Von Rochow Eduard Von Lutcken Richard von Schaesberg Carl von Moers | Tyskland Harry Von Rochow Eduard Von Lutcken Richard von Schaesberg Carl von Moers | USA Benjamin Lear John C. Montgomery Guy V. Henry Ephraim F. Graham | USA Benjamin Lear John C. Montgomery Guy V. Henry Ephraim F. Graham |

### Hoppning
| Gren                             | Guld                                                                        | Guld                                                                        | Silver                                                                       | Silver                                                                       | Brons                                                                                | Brons                                                                                |
| -------------------------------- | --------------------------------------------------------------------------- | --------------------------------------------------------------------------- | ---------------------------------------------------------------------------- | ---------------------------------------------------------------------------- | ------------------------------------------------------------------------------------ | ------------------------------------------------------------------------------------ |
| Individuell hoppning detaljer    | Jean Cariou Frankrike                                                       | Jean Cariou Frankrike                                                       | Rabod W. von Kröcher Tyskland                                                | Rabod W. von Kröcher Tyskland                                                | Emmanuel de Blommaert Belgien                                                        | Emmanuel de Blommaert Belgien                                                        |
| Lagtävlingen i hoppning detaljer | Sverige Gustaf Kilman Frederik Rosencrantz Gustaf Lewenhaupt Hans von Rosen | Sverige Gustaf Kilman Frederik Rosencrantz Gustaf Lewenhaupt Hans von Rosen | Frankrike Pierre Dufourt D’astafort Jean Cariou Bernard Meyer Albert Seigner | Frankrike Pierre Dufourt D’astafort Jean Cariou Bernard Meyer Albert Seigner | Tyskland Sigismund Freyer Willi Von Hohenau Ernst Deloch Friedrich Karl von Preussen | Tyskland Sigismund Freyer Willi Von Hohenau Ernst Deloch Friedrich Karl von Preussen |

Denna tabell: visa • redigera

## Fotnoter
1. 1 2  ”1912 The Sport”. FEI. http://history.fei.org/node/6. Läst 16 december 2014.
2. 1 2 3 4 5  ”Results”. FEI. http://history.fei.org/node/7. Läst 12 december 2014.